# قراءة للمستقبل (كتاب)
قراءة للمستقبل، هو كتاب من تأليف الكاتب المصري، مصطفى محمود، نُشر عام 1997، وركّز في الكتاب على حقبة التسعينيات وما بعدها، حيث حاول التنبؤ فيه بالأمور السياسية لفترة المستقبل القريب -آنذاك، وأشار إلى "أمراض" التيارات السياسية الإسلامية العلمانية في مصر.

وذكر مصطفى محمود في كتابه العديد من الآراء، التي وصفها نقاد بـ"الهادفة والنقد العقلاني"، فيما لم لا يخلو الكتاب من هجوم على الاشتراكية، التي يراها الدكتور محمود في كتابه "أصل كل بلاء وشقاء تعاني منه مصر الآن". وكتب في مقدمته:
"تقاطع الطرق، توقف مرور عربات الأفكار، انهدَم العالم، بولادة جنين عالم جديد، وأصبح المستقبل علامات استفهام.. إلى أين نسير؟ وماذا يحمل لنا الغد من مفاجآت؟؟ ما الّذي تخبئه عوادي الدهر وأنصاب الحياة وأزلامها، حتى البوصلة التي كنا نهتدي بها تحطمت وتهشمت، النظريات انتهت بانقضاء عالمها القديم. إلى أين؟"

## اقتباسات من الكتاب
- "الخوف لن يحفظ للخائف حياته.. لأن السفينة حينما تغرق سوف تغرق بالجميع، حاكمها ومحكوميها.. ولمَ الخوف.. ؟!! وهل استثنى الموت أحدا منذ بدأت الحياة..
- "هناك أشواق إسلامية في كل بلد.. وهي ظاهرة حميدة وطيبة ومبشرة.. ولكن هذه الأشواق تحاول أن تقفز على الزمن وتختصر التاريخ وتحقق الدولة الإسلامية بدون أن تمر على المرحلة الأولى الضرورية وهي صناعة الفرد المسلم.. وهي عجلة لا مجدية.."
- "النغمة السائدة اليوم بين الكبار.. هي الديموقراطية.. والحوار.. والحل الدبلوماسي لكل شيء.. أما الحروب فندعها للصغار يدمرون بها بلادهم.. ثم ندخل نحن نبنيها من جديد بالدولار والمارك والديون والقروض"